# Jean-Jacques Velasco
Jean-Jacques Velasco (sinh năm 1946) là kỹ sư, nhà viết tiểu luận và nhà UFO học người Pháp, thành viên của Trung tâm Nghiên cứu Vũ trụ Quốc gia (CNES). Ông đứng đầu Nhóm Nghiên cứu Hiện tượng Hàng không Vũ trụ Không xác định (GEPAN) và Cục Giám định Hiện tượng Khí quyển (SEPRA).

## Hoạt động nghiên cứu UFO
Jean-Jacques Velasco sở hữu chứng chỉ kỹ thuật viên cao cấp về quang học. Năm 1977, trong cương vị là thành viên của CNES, ông được Claude Poher mời vào làm việc trong nhóm GEPAN, tổ chức đầu tiên của Pháp phụ trách nghiên cứu UFO.. Về sau, ông đảm nhận hoạt động phát triển "công cụ dành cho việc phân tích và tái tạo lại các kích thích quang học do các nhân chứng báo cáo" trong quá trình xuất đầu lộ diện của UFO gọi là SIMOVNI.
Năm 1983, sau khi Alain Esterle từ chức, ông kế nhiệm làm giám đốc GEPAN. Nhân dịp này, ông từ vị trí kỹ thuật viên cao cấp leo lên trở thành kỹ sư gia dụng.. Dưới sự lãnh đạo của Velasco, nhóm mất dần tầm quan trọng và giảm bớt hoạt động nghiên cứu UFO.
Năm 1988, Nhóm Nghiên cứu Hiện tượng Hàng không Vũ trụ Không xác định viết tắt là GEPAN được thay thế bằng Cục Giám định Hiện tượng Khí quyển viết tắt là SEPRA.. Velasco trở thành giám đốc của tổ chức mới này thường hoạt động không quan tâm đến hệ thống phân cấp CNES. Ông phải ứng phó trước tình trạng trên thực tế một mình, cố gắng hết sức có thể nhằm tham gia vào hoạt động nghiên cứu khoa học nghiêm ngặt về UFO bất chấp sự yếu kém và thiếu thốn phương tiện nghiên cứu.
Năm 1997, ông được mời tham dự Hội nghị chuyên đề Pocantico, một dạng hội nghị thế giới chuyên nghiên cứu về hiện tượng UFO. Năm 1999, ông cộng tác với chính phủ Pháp trong việc soạn thảo Báo cáo COMETA nổi tiếng trong giới UFO Pháp và thế giới. Sau khi SEPRA giải thể vào năm 2004,, ông chuyển sang gia nhập bộ phận "Văn hóa Không gian" của CNES.
Bên cạnh các hoạt động nghiên cứu UFO phù hợp với chuyên môn của mình, Velasco còn nhậm chức thị trưởng Đảng Xã hội thị xã Montgiscard (thuộc vùng Haute-Garonne) từ năm 1983 đến 1995.

## Giả thuyết về hiện tượng UFO
Thoạt đầu ông tỏ ý hoài nghi về hiện tượng UFO, sau quá trình điều tra tỉ mỉ và những lời khai vừa thu thập được, Velasco bỗng chốc trở thành người ủng hộ giả thuyết ngoài Trái Đất để giải thích hiện tượng UFO.
Theo Velasco, nếu phần lớn UFO trên thực tế là hiện tượng tự nhiên, máy bay trên đất liền hoặc những trò lừa bịp, thì một phần nhất định trong số chúng (khoảng 13,5% trường hợp) thể hiện khả năng hoạt động hàng không đáng kinh ngạc đến mức giả thuyết phi thuyền ngoài hành tinh khá hợp lý.
Ngoài ra, thực tế là rất nhiều vụ chứng kiến UFO xảy ra ở gần các địa điểm hạt nhân quân sự của những cường quốc sở hữu vũ khí nguyên tử ở Mỹ hoặc Pháp như trên cao nguyên Albion, có nghĩa là UFO, vẫn theo Velasco, vốn có mối liên hệ với các hoạt động hạt nhân của quân đội..

## Giới khoa học chỉ trích
Những giả thuyết của Velasco đã bị giới khoa học chính thống, ngay cả trong nội bộ CNES, cũng như những người say mê hiện tượng UFO chỉ trích kịch liệt. Tác giả đã ủng hộ cho luập luận đối với giả thuyết ngoài Trái Đất (HET) trong một cuốn sách xuất bản năm 2004 với nhà báo Nicolas Montigiani có lẽ đã cung cấp một cái cớ để CNES cho giải thể SEPRA cùng năm và tạo ra GEIPAN thế vào chỗ trống này.
Velasco còn là đối tượng của những cuộc tranh cãi bất tận từ các nhà lý thuyết âm mưu UFO. Thật vậy, ông không che giấu nổi sự hoài nghi của mình về các vụ người ngoài hành tinh bắt cóc (ngoại trừ trường hợp của cặp vợ chồng nhà Hill, xảy ra vào năm 1961) và dị vật cấy ghép ngoài hành tinh khác, và không cho rằng hiện tượng vòng tròn đồng ruộng lại có mối liên hệ với UFO.

## Ấn phẩm
- Jean-Jacques Velasco, Dominique Audrerie, Note technique. Enquêtes 81-07 et 81-09, Centre national d'études spatiales (Paris). Groupe d'études des phénomènes aérospatiaux non identifiés (Toulouse), Toulouse, GEPAN, 1982.
- Jean-Jacques Velasco và Jean-Claude Bourret, OVNIS, la science avance, préface de Jean-Claude Ribes, Paris, Robert Laffont, 1993. ISBN 2-221-07643-5
- Jean-Jacques Velasco (chủ biên), Rapport COMETA: Les OVNI et la Défense — À quoi doit-on se préparer ?, Éditions du Rocher, Paris,  2003. ISBN 978-2268045924
- Jean-Jacques Velasco, Nicolas Montigiani, OVNIS. L'Evidence, Chatou - New York, Carnot, « Orbis enigma », 2004. ISBN 2-84855-054-6
- Jean-Jacques Velasco, François Parmentier, OVNI: 60 ans de désinformation, préface de Vladimir Volkoff, Paris, Éditions du Rocher, « Désinformation », 2004. ISBN 2268049892
- « Préface » à Nicolas Montigiani, Projet Colorado. L'existence des ovnis prouvée par la science, JMG Éditions, « Science-Conscience », 2006. ISBN 2915164711
- Jean-Jacques Velasco, Nicolas Montigiani, Troubles dans le ciel. Observations extraterrestres (1947-1994), Paris, Presses du Châtelet, 2007. ISBN 2845921918